# Parafia św. Zygmunta w Opinogórze Górnej
Parafia pw. Świętego Zygmunta w Opinogórze Górnej – parafia rzymskokatolicka należąca do dekanatu ciechanowskiego wschodniego, diecezji płockiej, metropolii warszawskiej.

## Historia parafii
Parafia jest związana z kościołem ufundowanym przez gen. Wincentego Krasińskiego w 1822. Początkowo była to filia parafii ciechanowskiej, ale jeszcze w XIX w. staje się samodzielną parafią. 

## Miejsca kultu

### Kościół parafialny
Kościół parafialny wzniesiono w 1877 r. a konsekrowano w 1885 r.

### Cmentarze
Przy parafii od 1824 r. funkcjonuje cmentarz, powiększony w 1859 r.